# Herneit
| D2 | R25 |

| D2 | R25 |

Herneit byla egyptskou královnou během 1. dynastie. Její jméno „ḥr-njt“ znamená „tvář Neit“.
V Abydu je jméno napsáno společně se jménem Džer. Toto vzneslo možnost, že mohla být královskou manželkou faraona Džera.

## Život
Její rodiče nejsou známi. Je možné, že byla manželkou Džera, ale o tom není žádný přesvědčivý důkaz. Možná byla matkou faraona Dena, ale tou byla pravděpodobněji Merneit.
Velká hrobka, mastaba, v Sakkáře (S3507) je považována za její hrobku. Nápisy na vázách nalezených v hrobce zmiňují krále Džera, krále Dena a krále Kaa.